# باول كورمير
باول كورميّر (بالإنجليزية: Paul Cormier)‏ هو مدرب كرة سلة أمريكي، ولد في 3 يونيو 1951 في ليكسينغتون في الولايات المتحدة.